# Radikalizmus
A radikalizmus eszmerendszer, amely a fennálló társadalmi rendszer vagy annak valamelyik szegmensének gyökeres, következetes akár a szélsőségekig elmenő átalakításának az elve. Alapelve abból indul ki, hogy a mélyen gyökerező bajok megszüntetéséhez a szabályok (rendszer) következetes átalakítása szükséges.  Nem elég, ha a felmerülő gondon alkalmilag segítünk és közben nem orvosoljuk a baj okát, mert így a baj megismétlődhet. A radikalizmussal ellenpólusa tradicionalizmusnak és a konzervativizmusnak, vagyis a hagyományok és a fennálló társadalmi rendszer tiszteletének a bajok ellenére, ami a gyökeres átalakítások (felforgatás) kockázatainak a megelőzése.

## Gyakorlatban
A legtöbb ember számára a radikalizmus nehezen elfogadható elv, mert az életében nagy változásokat és összeütközéseket okozhat.

### Bismarck
Ausztria és Poroszország közti ellentétet Bismarck háború segítségével véglegesen szabályozta. Hasonlóan a radikalizmus segítségével oldotta meg a lázongó proletáriátus helyzetét, amikor a középosztály ellenállását letörve szociális rendszert épített ki a balesetet, betegséget és rokkantságot elszenvedő munkástömegeknek.

### Gladstone
William Gladstone radikális politikájának az érdeme, hogy megszüntette Írországban a századokon keresztül tartó forrongást. Megszüntette a protestáns ír egyház (anglikán egyház) kiváltságos helyzetét, és vagyona egyharmadát jótékony célra az oktatási intézmények támogatására fordította. Így visszaszorította annak befolyását a katolikus Írországban. Írországban kisajátította az angolszász nagybirtokokat és  kárpótlás fejében szétosztotta az ír parasztoknak.

## Bírálata

### Radó Sámuel
- Minden okos politikus óvakodik attól, hogy a radikalizmus hírébe keveredjék
- A radikális módszer nem csak a legjobb, legtöbb esetben az egyedüli jó.
- Radikalizmus tulajdonképpen annyit jelent, mint alaposság és észszerűség. Okos ember magánügyeiben rendszerint radikális.
- A radikalizmus általában, bátorságot, erélyt és erős elhatározást feltételez, ezek pedig olyan dolgok, melyek emberek közt, különösen nagy állásban levő rangos politikusoknál, nagyon ritkán találhatók.

### Radikális politikai pártok
- Magyar Radikális Párt
- Polgári Radikális Párt
- Szerb Radikális Párt
- Magyar Igazság és Élet Pártja
- Jobbik Magyarországért Mozgalom